# Munitionspanzer III
Der Munitionspanzer III war ein deutscher Panzer des Zweiten Weltkrieges, der Transportzwecken diente.

## Konzept
Nachdem sich der Panzerkampfwagen III ab 1942 als hoffnungslos veraltet erwies und das OKW erkannte, dass die Produktion zweier Fahrzeuge mit ähnlichen Leistungsdaten (Panzer III und Panzer IV) unwirtschaftlich sei, wurden die Fahrzeuge mit 3,7-cm und kurzen 5-cm-Kanonen nach und nach aus dem Fronteinsatz herausgelöst.
Die noch brauchbaren Fahrzeuge wurden oft in Unterstützungsfahrzeuge wie Pionier-, Berge- oder aber auch Munitionspanzer umgebaut.
Eine der einfachsten Modifikationen war hierbei der Munitionspanzer III. Der Geschützturm des Kampfpanzers wurde abgenommen und der Drehkranz mit einer Luke oder einer Plane verschlossen. Hier sind verschiedene Lösungen bekannt, da viele Fahrzeuge auch durch Truppenumbauten entstanden.
Im Innenraum wurden neue oder weitere Halterungen für Munition geschaffen. Bug-MG und Funkausstattung blieben zumeist erhalten, sofern sie nicht von den Werkstatteinheiten für Kampffahrzeuge benötigt wurden.
Viele Fahrzeuge wurden mit den verbreiterten „Ostketten“ ausgestattet, um das durch die Munition stark erhöhte Gewicht zu kompensieren.
Für den Munitionspanzer III können keine einheitlichen Angaben zu Fahrleistungen und Panzerung gemacht werden, da nahezu alle Ausführungen (etwa ab Ausf. G) als Basis für dieses Fahrzeug genutzt wurden.